# Milan Kopic
Milan Kopic (* 23. November 1985 in Pelhřimov) ist ein tschechischer Fußballspieler.

## Vereinskarriere
Milan Kopic begann mit dem Fußballspielen beim FK Humpolec. Im Alter von zwölf Jahren wechselte der Abwehrspieler zum FC Vysočina Jihlava. In der Saison 2005/06 schaffte er den Sprung in den Profikader und debütierte in der Gambrinus Liga. Im Sommer 2006 wurde Kopic von Sparta Prag verpflichtet.
Beim tschechischen Spitzenklub konnte sich das Abwehrtalent jedoch nicht durchsetzen und wechselte Anfang 2007 zum FK Mladá Boleslav. Hier konnte Kopic einen Stammplatz erkämpfen, nach anderthalb Jahren wechselte er in die holländische Eredivisie zum SC Heerenveen. Mit Heerenveen gewann der Tscheche 2008/09 den KNVB-Pokal, konnte sich allerdings keinen Stammplatz erkämpfen und kam zu nur drei Einsätzen in der Eredivisie. Im Januar 2010 wurde Kopic bis Saisonende an Slavia Prag verliehen. Im Juli 2010 kehrte Kopic nach Heerenveen zurück.

## Nationalmannschaft
Kopic spielte sechs Mal für die tschechische U21-Nationalmannschaft.